# 酒部王
酒部王（さかべおう/さかべのおおきみ、生年不詳 - 天平12年10月25日（740年11月18日））は、奈良時代の皇族。浄広壱・磯城皇子の子。官位は従四位下・弾正尹。

## 経歴
元正朝の霊亀3年（717年）正月に酒部王を含む天武天皇の孫（坂合部王・智努王・御原王）たちが、二世王の蔭位により従四位下に直叙され、同年10月に同じメンバーに対して封戸が与えられる。
その後の政治的な足跡は残っていないが、聖武朝の天平12年（740年）10月25日卒去。最終官位は弾正尹従四位下。

## 官歴
『続日本紀』による。
- 霊亀3年（717年） 正月4日：従四位下（直叙）。10月12日：益封
- 時期不詳：弾正尹
- 天平12年（740年） 10月25日：卒去（弾正尹従四位下）